# Amelia Curtis
Amelia Curtis (nascida em 28 de agosto de 1972, em Estocolmo) é uma atriz britânica nascida na Suécia. Curtis é notável por ter desempenhado o papel de Viki Lovejoy na série final Lovejoy, um papel que ela assumiu no lugar de Amelia Shankley.
Casou-se com Vincent Regan, em 2001 e eles têm duas filhas, Chloe e Esme.[carece de fontes?]